# Karbach (Main)
Der Karbach ist ein knapp 131⁄2 Kilometer, mit seinem Oberlauf Grundgraben zusammen fast 16 Kilometer langer linker und östlicher Zufluss des Mains von der Marktheidenfelder Platte im bayerischen Landkreis Main-Spessart. Er mündet am Ostrand des Naturparks Spessart beim Pfarrdorf Zimmern im Gebiet der Kleinstadt Marktheidenfeld.

## Name
Der Name Karbach ist aus dem Bestimmungswort kar der Bedeutung Trog – was hier für Talkessel steht – und dem Grundwort bach mit derselben Bedeutung wie heute zusammengesetzt, beides althochdeutsche Worte. Der Karbach gab der Marktgemeinde Karbach am Beginn seines Unterlaufs ihren Namen.

## Geografie

### Quellbäche
Der Karbach entsteht aus dem Zusammenfluss des linken  Grundgrabens und des rechten Kettlichsgrabens östlichen Birkenfeld-Billingshausen.

#### Grundgraben
Der Grundgraben ist der wasserreichere nordöstliche Quellbach  des Karbaches; er ist 2,32 km lang und hat ein 12,52 km² großes Einzugsgebiet.Er ist ein Teil des hydrologischen Hauptstrangs des Karbachs, trägt dieselbe GKZ und  wird deshalb von manchen auch als dessen Oberlauf angesehen.
Der Grundgraben entspringt auf einer Höhe von etwa 239 m ü. NHN aus einer intermittierenden Quelle im Wolfstal am Westfuß der Kohlplatte (295 m ü. NHN) knapp zwei Kilometer nordwestlich des Birkenfelder Ortsteils Billingshausen und etwa zehn Meter westlich der Gemarkungsgrenze zu Zellingen (,◒).
Der Bach fließt zunächst in südwestlicher Richtung am Rand des links liegenden Billingshausener Waldes entlang. Am linken Ufer steht Laubwald, am rechten grenzen Ackerflächen an. Nach knapp einen halben Kilometer wechselt er kurz auf südsüdwestlichen Lauf und schlägt dann wenig bachabwärts wieder seine ursprüngliche Richtung ein. Er läuft nun durch Felder südlich am Aussiedlerhof Lindenhof vorbei und wird gleich danach auf seiner rechten Seite vom aus dem Norden kommenden Birklichsgraben gespeist. Nach gut siebenhundert Metern erreicht er den Ortsrand von Billingshausen und vereinigt sich kurze Zeit später mit dem aus Norden heranziehenden Kettlichsgraben zum Karbach.

#### Kettlichsgraben
Der Kettlichsgraben ist der längere nördliche Quellbach des Karbaches; er ist 3,25 km lang und hat ein 6,40 km² großes Einzugsgebiet. Er ist ein Nebenstrang des Karbachs und wird deshalb von manchen auch als dessen rechter Zufluss angesehen.
Der Kettlichsgraben entspringt auf einer Höhe von etwa 261 m ü. NHN ebenfalls aus einer intermittierenden Quelle in der Feldflur Untere Bödelein  am Südwestrand des Zellinger Ortsteiles Duttenbrunn gut vierzig Meter nördlich der Urspringer Straße (St 2437) (,◒).
Der Kettlichsgraben fließt zunächst in südliche Richtung, unterquert gleich die genannte Staatsstraße und läuft danach in südsüdwestlicher Richtung durch Felder und Wiesen. Kurz vor einer kleinen Kläranlage schwenkt er wieder nach Süden, zieht dann östlich des Ostsporns Fuchsberges des Truhbergs (306 m ü. NHN) durch den Elendsgraben und kreuzt danach die Gemarkungsgrenze zwischen Zellingen und Billingshausen. Sein weiterer Weg nach diesem Ort führt ihn erst westlich an der Waldflur Lange Hölle vorbei, dann weiter zwischen dem Edelberg auf der rechten und dem Gansberg auf der linken Seite hindurch. Zuletzt erreicht der Bach den Ortsrand von Billingshausen, unterquert dort den Sennfelder Weg und vereint sich wenige Meter weiter mit dem aus Nordosten kommenden Grundgraben zum Karbach.

### Weiterer Verlauf
Der so auf etwa 226 m ü. NHN entstandene Karbach unterquert die Zellinger Straße und zieht in südwestlicher Richtung durch eine Grünzone am Südostrand der Ortschaft entlang. Er durchläuft die Flur Die Sauwiesen und biegt bei einer kleinen Kläranlage scharf nach Südsüdosten ab, um gut vierhundert Metern später seine vorherige Laufrichtung wieder aufzunehmen. Er fließt nun begleitet von einer Baumgalerie durch Felder und Wiesen des Karbachgrundes. Der Bach wendet sich gut dreihundertfünfzig Meter weiter nach Westen und wird gleich darauf auf seiner linken Seite von einem aus dem Tiefen Graben vom Süden herkommenden Bächlein gespeist. Der Karbach fließt nun durch Birkenfeld, wo er auf der Höhe der Brückenstraße auf seiner rechten Seite von einem aus dem Bürgerlochsgraben im Norden herkommenden weiteren kleinen Bach gestärkt wird.
Etwa vierhundert Meter nachdem der Karbach die Ortschaft verlassen hat, nimmt er bei der Weidenmühle und nördlich des Istelberges von rechts den aus dem Norden heranziehenden Grummibach auf und passiert dann bei einer Kläranlage die Gemarkungsgrenze in Richtung des nach ihm benannten Hauptortes der folgenden Marktgemeinde. Er wird auf seinen Weg dorthin von der Staatsstraße St 2299 begleitet. Westlich der Kläranlage in der Flur Buschwiesen liegen eine Reihe von kleinen Teichen. Dort spaltet sich rechts vom Karbach ein gut achthundert Meter langer Mühlengraben ab, welcher früher die Neumühle, auch Vogelsmühle genannt, betrieb. Kurz nachdem sich der Mühlkanal wieder mit dem Bach vereinigt hat, fließt diesem bei der Dürren Wiese auf seiner rechten Seite der unbeständige Mauerraingraben zu. Der Karbach unterquert dann nördlich des Griesberges (237 m ü. NHN) die St 2299 und läuft danach am Südrand von Markt Karbach entlang, wo er einst die Fritze-, die Königs-, die Steinbrunns- und die Breitmühle antrieb. Bei der Breitenmühle nimmt er auf seiner rechten Seite den Klimbach auf.
Der Karbach wechselt nun auf nordwestlichen, von einer Baumreihe begleiteten Lauf, sein Tal zieht zwischen dem Geißberg (225 m ü. NHN) links und dem Röderberg (266 m ü. NHN) rechts auf den Randhöhen hindurch und dann am Südwestrand des Laubwaldes Döring entlang durch eine Wiesenaue auf dem Talgrund. Bei der Fuchsenmühle speist ihn auf seiner rechten Seite ein kleiner Bach aus dem Hölzlesgraben. An dieser Mühle, die durch einen nach links abgezweigten Mühlgraben angetrieben wurde, umrundet er einen kleinen linken Talsporn. Gleich nach dem Rückfluss dieses Grabens zweigt rechtsseits ein zweiter Mühlkanal ab, der weiter abwärts am Südrand von Marktheidenfeld-Zimmern die Rosen-, Holz-, Neu- und Brunnenmühle mit Wasser versorgte.
Der Karbach wird dann auf seiner rechten Seite vom Fränkbach gestärkt, passiert danach die Hessen- und die Schmittsmühle, unterquert vor dem Eintritt ins Flusstal die St 3436 und mündet schließlich auf einer Höhe von etwa 143 m ü. NHN in der Flur Untere Au von links in den aus dem Norden kommenden Main.

### Zuflüsse
Hierarchische Liste der Zuflüsse, jeweils vom Ursprung zur Mündung.
- Grundgraben (linker Oberlauf)
  - Birklichsgraben (rechts), 1,0 km
- Kettlichsgraben (rechter Oberlauf)
- Tiefer Graben[7]  (links)
- Bürgerlochsgraben[7] (rechts)
- Grummibach (rechts), 5,5 km
- Mauerraingraben (rechts)
- Klimbach (rechts), 4,1 km
- Hölzlesgraben[7] (rechts)
- Fränkbach (rechts), 3,5 km
  - Buchbuckelgraben (rechts), 1,1 km
  - Krendelgraben (rechts), 0,6 km
  - Frohngraben (links), 1,1 km

### Orte
Orte und Mühlplätze am Lauf des Karbachs mit ihren Zugehörigkeiten. Nur die Namen tiefster Schachtelungsstufe bezeichnen Siedlungsanrainer. Vom Zusammenfluss der Oberläufe zur Mündung.
- Gemeinde Birkenfeld
  - Billingshausen (Pfarrdorf, überwiegend rechts)
  - Birkenfeld (Pfarrdorf)
  - Weidenmühle (Einöde, rechts)
- Markt Karbach
  - Neumühle (Einöde, rechts an Mühlkanal)
  - Karbach (Hauptort, überwiegend rechts)
  - Fritzemühle (Wüstung)
  - Königsmühle (links im Ortsbereich von Karbach)
  - Steinbrunnsmühle (links im Ortsbereich von Karbach)
  - Breitbrunnenmühle (rechts im Ortsbereich von Karbach)
  - Fuchsenmühle (Einöde, auf der Insel des linken Mühlkanal)
- Gemeinde Roden
  - Rosenmühle (Einöde, rechts an Mühlkanal)
  - Neumühle (Einöde, rechts an Mühlkanal)
  - Holzmühle (Einöde, rechts an Mühlkanal)
  - Brunnenmühle (Einöde, rechts an Mühlkanal)
- Markt Karbach
  - Hessenmühle (Einöde, links an Mühlkanal)
- Gemeinde Roden
  - Schmittsmühle (Einöde, links)
- Stadt Marktheidenfeld
  - Zimmern (Pfarrdorf, fast ausschließlich rechts oberhalb im Maintal)